# Стюарт Тейлор
Стюарт Джеймс Тейлор (англ. Stuart James Taylor, нар. 28 листопада 1980, Лондон) — англійський футболіст, який грав на позиції воротаря. Тейлор розпочав свою кар'єру в «Арсеналі», вигравши Прем'єр-лігу 2001/02 і Кубок Англії 2002/03 і представляючи Англію на юнацькому рівні до 16, 18, 20 і 21 року. Про нього говорили як про майбутню заміну голкіперу «Арсеналу» та збірної Англії Девіду Сімену, але після того, як були підписані контракти з іншими воротарями, після 2003 року йому було важко отримати ігровий час, і в 2005 році він приєднався до «Астон Вілли».
Спочатку Тейлор був дублером Томаса Соренсена, але знову був витіснений іншими голкіперами. Він покинув «Астон Віллу» в 2009 році, зігравши лише 12 матчів чемпіонату за чотири сезони. Потім він приєднався до «Манчестер Сіті», а згодом перебував у «Редінгу», «Лідс Юнайтед» і «Саутгемптоні», але ніде закріпитись не зумів. Тейлор провів більшу частину своєї кар'єри в статусі третього воротаря, провівши лише 95 матчів за кар'єру. По її завершенні відкрив власну воротарську академію.

## Клубна кар'єра

### «Арсенал»
Тейлор народилася в Ромфорді, Лондон. Після короткого періоду у «Вімблдоні», Тейлор приєднався до академії «Арсеналу» в 1997 році.
Він дебютував за «Арсенал» у грі Кубка Ліги проти «Іпсвіч Тауна» у листопаді 2000 року, але витіснити з основи досвідченого Девіда Сімена не зміг, тому його віддавали в оренду до нижчолігових клубів «Бристоль Роверз», «Крістал Пелас», «Пітерборо Юнайтед» і «Лестер Сіті».
У листопаді 2001 року Тейлор дебютував у чемпіонаті за «Арсенал» в матчі проти «Манчестер Юнайтед» (3:1). Він зіграв десять матчів у Прем'єр-лізі у сезоні 2001/02, коли «Арсенал» став чемпіоном, що дало йому право на медаль переможців. Цей результат був досягнутий у останньому матчі проти «Евертона», коли титул уже був виграний. Той матч в основі розпочав інший резервний воротар Річард Райт, але тренер Арсен Венгер замінив Райта на 85-й хвилині гри, випустивши Тейлора, який, таким чином, теж заробив медаль.
У наступному сезоні Тейлор провів 13 ігор в усіх турнірах і допоміг команді здобути національний кубок, після чого його почали готувати до ролі змінника вікової легенди клубу Девіда Сімана. Однак, незважаючи на те, що він виграв конкуренцію у Алекса Маннінгера та Райта, підписання Єнса Леманна та Мануеля Альмунії у 2003 та 2004 роках відповідно призвело до того, що Тейлор не став основним воротарем. Тейлор також пропустив увесь сезон 2003/2004 років через травму плеча. Після підписання контракту з Альмунією Тейлор став третім голкіпером клубу, і Венгер сказав Тейлору, що зрозуміє, якщо той вирішить піти. Під час перебування на «Гайбері» Тейлор виграв чемпіонський титул, Кубок Англії, а також два Суперкубка. Загалом він провів 30 матчів у всіх турнірах за «Арсенал».

### «Астон Вілла»
У червні 2005 року Тейлор перейшов до «Астон Вілли», підписавши чотирирічний контракт. Він став другим голкіпером «Вілли» після Томаса Соренсена. Тейлор пригадує, як йому казали, що він зіграє, якщо Соренсен буде травмований або буде в поганій формі, але ці шанси «ніколи не матеріалізувалися. Мені постійно казали, що я буду грати в ту чи іншу гру, і я ніколи не грав. Ти починаєш сподіватися, і це важко прийняти. Футбол — це жорстока гра. Люди говорять тобі те, що, на їхню думку, ти хочеш почути». Протягом сезону 2005/06 років він провів лише два матчі за клуб. Він відбив пенальті від Вейна Руні в матчі проти «Манчестер Юнайтед» 20 жовтня 2007 року під час матчу, в якому був вилучений перший воротар Скотт Карсон. Коли Соренсен пішов, «Вілла» підписала Бреда Фріделя та Бреда Гузана на початку сезону 2008/09. Фрідель став першим воротарем, Гузан — другим, а Тейлор опустився на третю позицію, через що більше за клуб не гра. Останнім виступом Тейлора за «Віллу» стала гра проти «Оденсе» в Кубку Інтертото 2008 року.
У спробі знайти ігровий час Тейлор 13 березня 2009 року перейшов на правах оренди у «Кардіфф Сіті» з Чемпіоншипу. Він дебютував за команду через два дні в матчі проти «Брістоль Сіті» (1:1).
Тейлор залишався першим номером протягом першого місяця в клубі, незважаючи на повернення Тома Гітона після травми, і його орендну угоду було продовжено до кінця сезону Однак після поразки 0:6 від «Престон Норт Енд» Тейлор був виключений з основи на останні три ігри сезону і після закінчення оренди він повернувся на «Вілла Парк». Всього за 4 роки в «Астон Віллі» голкіпер зіграв лише 14 матчів в усіх турнірах.

### «Манчестер Сіті»
23 червня 2009 року Тейлор підписав контракт з «Манчестер Сіті» на правах вільного трансферу після закінчення терміну його контракту з «Віллою». Він офіційно став гравцем «Манчестер Сіті» 1 липня 2009 року Тейлор зізнався, що користувався порадами Бреда Фріделя, який раніше працював із менеджером Марком Г'юзом і тренером воротарів Кевіном Хічкоком у «Блекберн Роверс». 18 липня 2009 року, коли «Манчестер Сіті» грав у товариському матчі проти південноафриканської команди «Орландо Пайретс», Тейлор пропустив свої перші два голи за клуб. Підписаному як дублер для Шея Гівена, Тейлору було обіцяно грати в Кубку Англії та Кубку ліги, але це також не здійснилося. Тейлор провів свій єдиний матч за першу команду клубу в матчі 4-го раунду Кубка Англії проти «Сканторп Юнайтед» 24 січня 2010 року, який «Сіті» виграв з рахунком 4:2.
10 липня він підписав нову дворічну угоду з клубом, незважаючи на те, що «Сіті» офіційно звільнив його дев'ятьма днями раніше. Тейлор також зіграв у другому таймі проти «Нью-Йорк Ред Буллз» (1:2) 25 липня 2010 року під час туру «Сіті» по США і пропустив один гол. Після повернення Джо Гарта з оренди Тейлор знову став третім голкіпером, поступаючись місцем запасного воротаря Костелу Пантілімону. Після виграшу титулу Прем'єр-ліги 2011/12 років у статусі третього голкіпера «Манчестер Сіті» він покинув клуб 1 червня 2012 року разом з іншим воротарем Гуннаром Нільсеном.

### «Редінг»
13 липня 2012 року «Редінг» оголосив, що Тейлор тренується з ними і наступного дня візьме участь у товариському матчі їх першої команди з «Вімблдоном». 20 серпня 2012 року менеджер «Редінга» Браян Макдермотт оголосив, що вони підписали з Тейлором контракт строком на один рік. Травма Адама Федерічі і Алекса Маккарті призвели до того, що Тейлор дебютував за «Редінг» 2 березня в матчі Прем'єр-ліги проти «Евертона» (3:1). Тейлор зіграв проти свого рідного клубу «Арсенал» (1:4) 30 березня 2013 року на стадіоні «Емірейтс». 2 серпня 2013 року Тейлор підписав новий однорічний контракт з «Редінгом» до червня 2014 року.
18 листопада 2013 року Тейлор приєднався до іншої команди Чемпіоншипу, «Йовіл Тауна», в оренду на один місяць. Втім оренду було припинено без жодного проведеного матчу лише через два дні через «особисті причини»..
Так і не зігравши більше жодного матчу, Тейлор покинув клуб наприкінці сезону 2013/14 після закінчення контракту.

### «Лідс Юнайтед»
3 липня 2014 року Тейлор підписав однорічний контракт з «Лідс Юнайтед». Тейлор розповів, що сподівається поборотися за основу, після того як стало відомо, що «Лідс» також хоче підписати ще одного воротаря. Ним став італієць Марко Сільвестрі з «К'єво». Втім і у цьому клубі виграти конкуренцію Стюарту не вдалося і він став резервним воротарем.
Тейлор дебютував за «Лідс Юнайтед» 12 серпня 2014 року в матчі Кубка Ліги проти «Аккрінгтон Стенлі», а потім 27 серпня зіграв і в матчі наступного раунду турніру проти «Бредфорд Сіті» (1:2).
18 квітня 2015 року Тейлор дебютував за клуб і у Чемпіоншипі в грі проти «Чарльтон Атлетик» (1:2).
13 травня 2015 року, після закінчення терміну контракту, «Лідс» оголосив, що не буде продовжувати контракт Тейлора в клубі. Тейлор, який зіграв лише 9 ігор протягом 2012—2015 років, думав про завершення кар'єри. Він відмовився приєднатися до клубів першої та другої ліги, оскільки вважав, що навіть якщо він зіграє більше матчів, це буде визнанням того, що він недостатньо хороший, щоб грати в Прем'єр-лізі: «Я хотів зіграти на найвищому рівні, на якому я думав, що можу грати. Я відчував, що я достатньо хороший, щоб бути в Прем'єр-лізі».

### «Саутгемптон»
26 серпня 2016 року, після року без клубу, Тейлор приєднався до «Саутгемптона», уклавши річний контракт. Тейлор приєднався, знаючи, що буде третім воротарем після Фрейзера Форстера та Алекса Маккарті. 13 липня 2017 року «Саутгемптон» оголосив про продовження контракту Тейлора ще на рік. 30 червня 2018 року Тейлор покинув «Саутгемптон» після закінчення терміну контракту, так і не зігравши жодної гри за першу команду.
В інтерв'ю New York Times у грудні 2017 року Тейлор розповів про свою кар'єру та розчарування, які він відчував через те, що майже не грав: «Безумовно, мене сприймають… [як людину, яка] любить ходити по клубах, заробляти гроші, нічого не роблячи». Він сказав, що «кожен мій тренер, кожен воротар, з яким я працював, казав, що я повинен був зіграти 200 або 300 ігор Прем'єр-ліги. Я оглядаюся на це і думаю так само».

## Виступи за збірні
Тейлор грав за збірну Англії U20 на молодіжному чемпіонаті світу 1999 року з Ешлі Коулом, Пітером Краучем та Ендрю Джонсоном, але англійці сенсаційно програли всі три матчі.
З 2001 року залучався до складу молодіжної збірної Англії, з якою взяв участь у молодіжному чемпіонаті Європи 2002 року, де англійці посіли останнє місце в групі. Всього на молодіжному рівні зіграв у 3 офіційних матчах.

## Статистика кар'єри
| Клуб              | Сезон   | Чемпіонат       | Чемпіонат | Чемпіонат | Кубок Англії | Кубок Англії | Кубок ліги | Кубок ліги | Інше | Інше  | Всього | Всього |
| Клуб              | Сезон   | Дивізіон        | Ігор      | Голів     | Ігор         | Голів        | Ігор       | Голів      | Ігор | Голів | Ігор   | Голів  |
| ----------------- | ------- | --------------- | --------- | --------- | ------------ | ------------ | ---------- | ---------- | ---- | ----- | ------ | ------ |
| Арсенал (Лондон)  | 1999–00 | Прем'єр-ліга    | 0         | 0         | 0            | 0            | 0          | 0          | 0    | 0     | 0      | 0      |
| Арсенал (Лондон)  | 2000–01 | Прем'єр-ліга    | 0         | 0         | 0            | 0            | 1          | 0          | 1    | 0     | 2      | 0      |
| Арсенал (Лондон)  | 2001–02 | Прем'єр-ліга    | 10        | 0         | 1            | 0            | 2          | 0          | 2    | 0     | 15     | 0      |
| Арсенал (Лондон)  | 2002–03 | Прем'єр-ліга    | 8         | 0         | 2            | 0            | 1          | 0          | 2    | 0     | 13     | 0      |
| Арсенал (Лондон)  | 2003–04 | Прем'єр-ліга    | 0         | 0         | 0            | 0            | 0          | 0          | 0    | 0     | 0      | 0      |
| Арсенал (Лондон)  | Всього  | Всього          | 18        | 0         | 3            | 0            | 4          | 0          | 5    | 0     | 30     | 0      |
| Бристоль Роверз   | 1999–00 | Другий дивізіон | 4         | 0         | 0            | 0            | 0          | 0          | 0    | 0     | 4      | 0      |
| Крістал Пелес     | 2000–01 | Перший дивізіон | 10        | 0         | 0            | 0            | 0          | 0          | 0    | 0     | 10     | 0      |
| Пітерборо Юнайтед | 2000–01 | Другий дивізіон | 6         | 0         | 0            | 0            | 0          | 0          | 0    | 0     | 6      | 0      |
| Лестер Сіті       | 2004–05 | Чемпіоншип      | 10        | 0         | 0            | 0            | 0          | 0          | 0    | 0     | 10     | 0      |
| Астон Вілла       | 2005–06 | Прем'єр-ліга    | 2         | 0         | 0            | 0            | 0          | 0          | 0    | 0     | 2      | 0      |
| Астон Вілла       | 2006–07 | Прем'єр-ліга    | 6         | 0         | 0            | 0            | 1          | 0          | 0    | 0     | 7      | 0      |
| Астон Вілла       | 2007–08 | Прем'єр-ліга    | 4         | 0         | 0            | 0            | 2          | 0          | 0    | 0     | 6      | 0      |
| Астон Вілла       | 2008–09 | Прем'єр-ліга    | 0         | 0         | 0            | 0            | 0          | 0          | 2    | 0     | 2      | 0      |
| Астон Вілла       | Всього  | Всього          | 12        | 0         | 0            | 0            | 3          | 0          | 2    | 0     | 17     | 0      |
| Кардіфф Сіті      | 2008–09 | Чемпіоншип      | 8         | 0         | 0            | 0            | 0          | 0          | 0    | 0     | 8      | 0      |
| Манчестер Сіті    | 2009–10 | Прем'єр-ліга    | 0         | 0         | 1            | 0            | 0          | 0          | 0    | 0     | 1      | 0      |
| Манчестер Сіті    | 2010–11 | Прем'єр-ліга    | 0         | 0         | 0            | 0            | 0          | 0          | 0    | 0     | 0      | 0      |
| Манчестер Сіті    | 2011–12 | Прем'єр-ліга    | 0         | 0         | 0            | 0            | 0          | 0          | 0    | 0     | 0      | 0      |
| Манчестер Сіті    | Всього  | Всього          | 0         | 0         | 1            | 0            | 0          | 0          | 0    | 0     | 1      | 0      |
| Редінг            | 2012–13 | Прем'єр-ліга    | 4         | 0         | 0            | 0            | 0          | 0          | 0    | 0     | 4      | 0      |
| Редінг            | 2013–14 | Прем'єр-ліга    | 0         | 0         | 0            | 0            | 0          | 0          | 0    | 0     | 0      | 0      |
| Редінг            | Всього  | Всього          | 4         | 0         | 0            | 0            | 0          | 0          | 0    | 0     | 4      | 0      |
| Лідс Юнайтед      | 2014–15 | Чемпіоншип      | 3         | 0         | 0            | 0            | 2          | 0          | 0    | 0     | 5      | 0      |
| Саутгемптон       | 2016–17 | Прем'єр-ліга    | 0         | 0         | 0            | 0            | 0          | 0          | 0    | 0     | 0      | 0      |
| Саутгемптон       | 2017–18 | Прем'єр-ліга    | 0         | 0         | 0            | 0            | 0          | 0          | 0    | 0     | 0      | 0      |
| Саутгемптон       | Всього  | Всього          | 0         | 0         | 0            | 0            | 0          | 0          | 0    | 0     | 0      | 0      |
| Загалом           | Загалом | Загалом         | 75        | 0         | 4            | 0            | 9          | 0          | 7    | 0     | 95     | 0      |

1. 1 2 3  Ліга чемпіонів УЄФА
2. ↑  Кубок Інтертото 2008

## Титули і досягнення
- Чемпіон Англії (2):

«Арсенал»: 2001/02
«Манчестер Сіті»: 2011/12
- Володар Кубка Англії (2):

«Арсенал»: 2002/03
«Манчестер Сіті»: 2010/11
- Володар Суперкубка Англії (2):

«Арсенал»: 1999, 2002